# Macrozafra subabnormis
Macrozafra subabnormis is een slakkensoort uit de familie van de Columbellidae. De wetenschappelijke naam van de soort is voor het eerst geldig gepubliceerd in 1899 door Suter.